# Francisco Cases Andreu
Francisco Cases Andreu (Orihuela, Alicante, 23 de octubre de 1944) es un sacerdote católico español, obispo auxiliar de Orihuela-Alicante, obispo de Albacete y obispo de la Diócesis de Canarias, sucesivamente. Actualmente es obispo emérito de la Diócesis de Canarias.

## Biografía
Cursó los estudios de bachillerato y preuniversitario en el Colegio de Santo Domingo y los estudios eclesiásticos en el Seminario Diocesano de San Miguel, en Orihuela. Fue ordenado sacerdote el 14 de abril de 1968.

## Trayectoria
Fue secretario particular del obispo de Orihuela-Alicante, Pablo Barrachina y Estevan desde noviembre de 1967 hasta el verano de 1975. En 1977 obtuvo la licenciatura en Teología en la Universidad Gregoriana de la ciudad de Roma. En 1982, a su regreso de Roma, fue nombrado profesor de eclesiología en el Teologado Diocesano de Alicante, simultaneando su labor como docente con el cargo de vicario en la iglesia parroquial de la Virgen del Rosario de Alicante y delegado diocesano de juventud. En 1988 pasó a desempeñar el cargo de párroco en la iglesia parroquial de la Inmaculada Concepción de Alicante.
En 1990 fue nombrado vicario episcopal de la zona de Alicante ciudad, y pocos meses después, y al mismo tiempo, rector del Teologado Diocesano.
El 22 de febrero de 1994, fiesta de la Cátedra del Apóstol San Pedro fue preconizado por el papa Juan Pablo II como obispo titular de Timici (Argelia) y designado obispo auxiliar de Diócesis de Orihuela-Alicante, a cargo entonces de Francisco Álvarez Martínez.
El 10 de abril del mismo año recibió la ordenación episcopal en su ciudad natal, Orihuela, en la iglesia del colegio de Santo Domingo, siendo consagrante principal el nuncio apostólico en España.
En septiembre de 1995, al tomar posesión Francisco Álvarez de la sede primada de Toledo, fue elegido provisionalmente como administrador diocesano para gobernar la diócesis de Orihuela-Alicante.
Después de unos meses como obispo auxiliar de Victorio Oliver, que tomó posesión como obispo de Orihuela-Alicante en marzo de 1996, el 26 de junio del mismo año se hizo público el nombramiento de Francisco Cases como obispo de Albacete, donde tomó posesión el 31 de agosto del mismo año 1996.
En la Conferencia Episcopal Española es miembro de las comisiones episcopales del Seminario y Universidad y de la Doctrina de la Fe.
En el año 2008 fue nombrado socio de honor de la Obra social de acogida y desarrollo.

## Obispo de la diócesis de Canarias
El 26 de noviembre del año 2005, día de la dedicación de la Santa Iglesia Catedral Basílica de Canarias, fue nombrado obispo de la diócesis de Canarias (la cual engloba la provincia de Las Palmas) por el papa Benedicto XVI, pasando a ocupar el número 68 en la lista de los pastores de la diócesis de Canarias. El 27 de enero de 2006, tomó posesión como obispo de la diócesis catedral de santa Ana.
El 6 de julio de 2020, el Papa Francisco aceptó la renuncia de Cases como obispo de la diócesis de Canarias. Hasta la toma de posesión de José Mazuelos, Cases fue Administrador Apostólico de la diócesis de Canarias.

## Polémicas
En 2017 con motivo de la polémica desatada en el Carnaval de Las Palmas de Gran Canaria por la actuación de Drag Sethlas disfrazada de Virgen María y con una escena que presentaba la crucifixión de Cristo y que resultó ganador del certamen, el obispo Francisco Cases Andreu aseguró que lamentó más la actuación de la drag queen que el accidente de Spanair de 2008. Estas declaraciones desataron otra gran polémica por lo cual tuvo que pedir perdón a los familiares de las víctimas.